# Mesures de soutien électronique
Pour les articles homonymes, voir ESM.

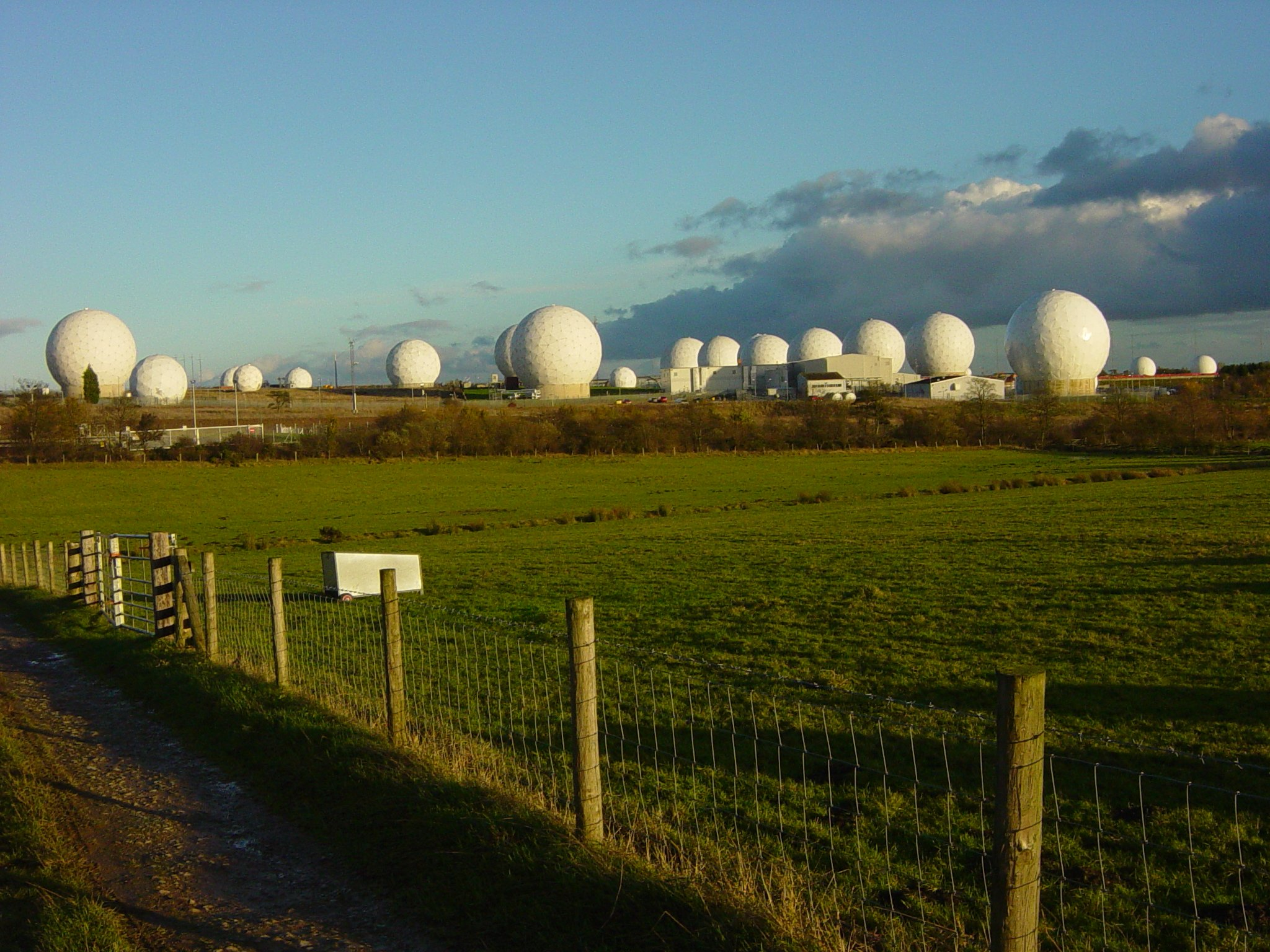
La station RAF Menwith Hill, un vaste site ECHELON au Royaume-Uni faisant partie du traité UKUSA.

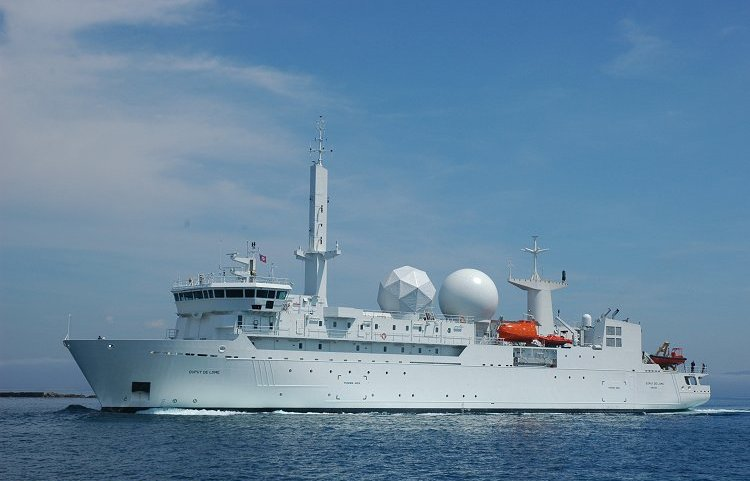
Le navire français collecteur de renseignements Dupuy de Lôme.

Les mesures de soutien électronique ou MSE (en anglais, « Electronic Support Measure » ou ESM) est la branche des télécommunications militaires qui s'occupe de la guerre électronique en mesurant les caractéristiques radioélectriques de l'environnement par écoute.
Les informations ainsi obtenues sont nécessaires à l'application de contre-mesures électroniques, de contre-contre-mesures électroniques ainsi que d'autres mesures d'ordre tactique telles que l'esquive, le choix des objectifs et des moyens de traitement, ainsi que le téléguidage des armes.
Le terme désigne également tout l'appareillage qui sert à cette écoute et à la classification des sources émettrices.

## Utilisation
En pratique, les récepteurs MSE sont utilisés pour détecter les signaux émis par les radars militaires. Ils pourront ainsi déterminer la direction d'arrivée du signal détecté et le temps d'arrivée de ce signal. La mesure effectuée par le dispositif correspond à la somme de tous les signaux émis dans l'environnement et permet dans une certaine mesure de différencier les différentes sources de ces signaux.
Les MSE livrent alors un certain nombre de caractéristiques des signaux (fréquence, variations de phase, etc.). Dans le domaine militaire, MSE est généralement associé à un dispositif de traitement corrélé à une base de données. Ce dispositif va permettre d'identifier le modèle de radar qui a pu émettre le signal mesuré, en se basant sur les caractéristiques des mesures et les propriétés connues pour ce radar. Par exemple, le système connaît la fréquence d'émission de tous les radars répertoriés et les caractéristiques des signaux émis.
Les MSE sont actuellement un outil incontournable dans le domaine de la guerre électronique. Ils équipent notamment les avions de type E-3F SDCA de l'Armée de l'air française depuis 2001.